# 八丁堀の七人
『八丁堀の七人』（はっちょうぼりのしちにん）は、2000年から2006年までテレビ朝日系で放送された、片岡鶴太郎・村上弘明主演の時代劇シリーズ。テレビ朝日・東映の共同制作により第7シリーズまで制作された。

## 概要
毎回のストーリー展開としては殺人事件が起きて、与力の青山と部下の同心六人を合わせた主役の七人が捜査していく上でそこに絡む人間模様を描き、最後は殺人犯を捕縛するというもの。仏田も青山も悪人を殺さずに捕らえる事を目的としているが、悪人が何か、善良に生きようとする（した）町人の誰にも言えない過去をばらそうとする時は口封じのために殺す事もあったりと、捕物劇というよりはサスペンスドラマ色の濃い時代劇であった。
大塩平八郎の乱が題材となる話があることから、江戸後期から幕末を時代背景としている。
第1（2000年）、第2（2001年）シリーズは、木曜日19:00 - 19:55「木曜時代劇」内で、第3（2002年）から第7（2006年）シリーズまでの間は、月曜日19:00 - 19:55「月曜時代劇」内で、毎年1月から3月にかけて放送された。
タイトルに「七人」と付いているにもかかわらず、当初は毎回仏田と青山だけがメインを張るという矛盾が目立った。これは後のシリーズにて、磯貝ほか5人を中心にそえた話を作ることによって、解消されることにはなる。

## 登場人物

### 八丁堀の七人
仏田八兵衛
演 - 片岡鶴太郎（番組の題字も担当）
北町奉行所定廻同心。別名「仏の八兵衛」と言われるほどお人よしで、他人に優しく自分には厳しい人柄からか人望も厚い。生真面目な性格故に上に食って掛かることも多かったり、一時期黒沢左門によって物書き同心に降格させられたこともあった。血の繋がっていない娘おやいを実の娘のように熱心に育てている。弥生とは喧嘩するほど仲が良いといった間柄だが、亡くした妻・お妙の事もあり、好きとはなかなか言い出せずにいる。但し、女心にやや鈍い面も。捕り物では独特の鉄製鉢巻（鉢金）をしている。捕り物の時は普通は法に則り生かして捕らえるが、本気で許し難い相手の場合のみ抜刀する事を辞さない。自宅で近所の子供の為に手作りの凧を作り、絵を描いたりしている。青山や磯貝からは「八」「八兵衛」、同僚からは「八兵衛さん」と呼ばれている。
松井兵助
演 - 山下徹大
北町奉行所定廻同心。若手で血気盛んな所があり、それが元で災難に巻き込まれることもある。一郎太と行動を共にする事が多い。
吉岡源吾
演 - 日野陽仁
北町奉行所定廻同心。脳天気な女好きの昼行灯な言動が多く、張り込みをしても眠ってしまう有様。真面目な兵助や一郎太には相手にされていない事も多い。それでも捕り物は一応こなしている。下世話な話題には詳しい。八兵衛の同期か先輩のようだが、基本的に八兵衛を「さん」付けで呼ぶ。
花田孫右衛門
演 - おりも政夫
北町奉行所定廻同心。八兵衛よりも先輩で「孫さん」と呼ばれている。子沢山の家庭で同心の給金だけでは生活出来ず、色々な内職をしており、特に楊子作りは何度となく登場する。捕り物では目潰しの粉を投げるのを得意としているが、時に間違えて同僚に投げつけてしまうことも。温厚篤実な人柄で皆に好かれている。書類調べを得意とする。
古川一郎太
演 - 末吉宏司
北町奉行所定廻同心。兵助と同年代で、プライベートも鍛錬を怠らない「真面目の虫」である。元々商家の出で、同心株を買ってもらって同心になった。七人の中では唯一、刀や十手を逆手に持つ。
磯貝総十郎
演 - 石倉三郎
北町奉行所筆頭同心。同心の中でも最古参で、鬼軍曹的ポジションである。青山や黒沢にゴマをすり、いなくなると悪口をいう面従腹背の姿勢を貫いており、商家から小銭を貰う役得も得意である。意外に愛妻家で夫婦仲も良いが、時として女性に弱い一面を見せることがあり、ある女のために家財道具を売り払おうとしたこともあった。八兵衛達には「磯貝さん」と呼ばれている。捕物出役の際には、やられそうになることもある。
青山久蔵
演 - 村上弘明
北町奉行所与力。剣の腕も随一の上、常に一歩二歩先を見通しているかなりの切れ者。歯に衣着せぬ言動で、上役達に忌み嫌われている。無類の酒好きであるが、悪酔いして取り乱すことは決して無く、釣りも趣味のようである。部下の八兵衛とは捜査方法の違いなどでよく衝突するが、正義を貫く気持ちの強さは同じである為、部下の中でも一番信頼しており、特に容疑者を白状させる「落とし」のテクニックは八兵衛が奉行所で一番と言っている。仕事以外の場では上下関係無く気の置けない友人としても接している。そんな久蔵も父親としてはイマイチのところもあり、妻・おゆみを亡くしてからは息子の市之丞に少々手を焼いている。上司以外には「おいら」という一人称を使い、キザな物言いが特徴。捕り物では十手や刀を使わず、鉄鞭を使っている事が多い。八兵衛同様生かしておけない程の許し難い相手に対してのみ、抜刀する事を辞さない。八兵衛達からは「青山様」と呼ばれる。「葉菊紋」を家紋とするところから徳川譜代の青山氏の庶流を想定していると推定される（徳川譜代青山氏の本家は丹波篠山藩主青山氏）。

### 八丁堀の七人の関係者
水原弥生
演 - 萬田久子（第2シリーズ - ）
出身は長崎。後家であり、最初は青山への勘違いの恨みで八兵衛と同じ屋根の下で暮らすことになったが、誤解が解けた後も同居が続いている。骨接ぎ「彌生堂」の美人女医で腕は確かで、骨接ぎだけでなく外科等も出来るようである。姐御肌な性格であることからも周囲から頼りにされている。八兵衛との不思議な関係をよく聞かれる度にはぐらかしているが、始めは八兵衛を避けていた弥生も今は好きだと言い出せずにいて周囲は歯痒い思いをしている。また、兵助から好意を寄せられている。おやいに対しては、時には友人、時には姉、そして母親という感じで接しており、日頃から仲が良い。
青山市之丞
演 - 岡田翔太（第1シリーズ - ）
青山久蔵の一人息子。八兵衛等とも面識がある。幼い頃に母・おゆみを亡くしている為か、自分がしっかりしないといけないという思いが強く「出来の良い子供」を演じてしまっている。それに疲れた仕草ものぞかせる。剣の腕はまだまだで、父には遠く及ばない。父の跡を継ぐべきか、好きな医学の道に進むか悩んでいたが、最終回に父親から長崎留学を勧められて意を決したようだった。おやいにほのかな恋心を抱いていた。
おやい
演 - 楯真由子（第4シリーズ - 第6シリーズ）
八兵衛の娘（実の娘ではない）であるが、しっかりもので母親のように接する事もある。思春期のため、八兵衛の事は少々重荷に感じているが、内心は本当に感謝していて弥生と早く一緒になって欲しいと願っている。市之丞にほのかな恋心を抱いており、それがために縁談を断ったこともあったが、第6シリーズ最終回で巡り会った実父・矢作数馬と旅立つ。
お袖
演 - 竹本聡子（第1シリーズ第2話 / 第3シリーズ第7話・第10話 / 第4シリーズ第4話 / 第5シリーズ第1話・第2話・第9話 / 第6シリーズ - ）
磯貝総十郎と綾乃の娘。年頃なのだが、（父が望むような玉の輿の）結婚相手がいない（縁談がなかったわけではない）。源吾からは「チャラチャラしてるから無理」などと言われている。「彌生堂」の助手をしている。
綾乃 / うた
演 - 新海百合子（第1シリーズ第2話 / 第3シリーズ第7話・第10話 / 第4シリーズ第4話 / 第5シリーズ第2話・第10話 / 第6シリーズ第4話 / 第7シリーズ第6話・番外）
磯貝総十郎の妻。名前は第1シリーズから第3シリーズまでは「綾乃」、第4シリーズ以降は「うた」。

### 北町奉行所
跡部山城守
演 - 楠年明（第1シリーズ - 第6シリーズ）
北町奉行。どちらかといえば事なかれ主義。
黒沢左門
演 - 平泉成（第7シリーズ）
北町奉行所年番方与力。青山よりも格上の与力で、目付の丹羽兵部の内意を受けて、青山を失脚させる事を目論む。八兵衛を物書き同心に降格させ、弥生に横恋慕している。「出来なきゃお前らはクビだ」が口癖。単なる悪役かと思いきや、弥生にプロポーズしたり、悪辣な丹羽と自身の正義心の間で思い悩む所もあった。最終的に青山・八兵衛らの純粋な正義心に心を動かされ、自分が丹羽の単なる捨て駒であると悟ったが、丹羽配下・角田庫之助に斬られた。

### 幕府
戸田若狭守
演 - 峰岸徹（第7シリーズ第7話）
幕府若年寄。将軍の信任厚い切れ者との評判だが、実は丹羽や火付盗賊改・赤間主馬を裏で操る大悪人。
丹羽兵部
演 - 小沢象（第7シリーズ第6話・番外・第7話）
幕府目付。悪事を行っている自身に疑惑の目を向けている青山を、黒沢を使って失脚させようとする。

### その他
徳松
演 - 鼓太郎（第1シリーズ - ）
岡っ引き。特に誰所属という事なく、岡っ引きとして誠実に職務を果たしている。
おしん
演 - 谷本和美（第1シリーズ）
仕出し「つる屋」の従業員。
お駒
演 - 斎藤陽子（第1シリーズ）
八兵衛たち同心行きつけの仕出し「つる屋」の女将。

### ゲスト
第1シリーズ / 第2シリーズ / 第3シリーズ / 第4シリーズ / 第5シリーズ / 第6シリーズ / 第7シリーズ

#### 第1シリーズ（2000年）
第1話「人情同心が走る! 謎が謎呼ぶだるま凧!?」
- 松吉（竹造） - 岡本信人
- おかよ - 緒沢凛
- 重吉（盗賊閻魔） - 内田勝正
- 長次 - 谷口孝史
- 波多野博
- 閻魔の重吉の一味 - 福本清三
- 木谷邦臣、入江毅、河合綾子、浜崎涼子、富永佳代子、内堀美咲、平井亮裕、平井優也

第2話「千両箱に罠を張れ! 狙われた同心の娘」
- 銀次 - 本田博太郎
- お島（三味線の師匠） - 西崎緑
- 藤三郎（銀次の手下） - 井上高志
- 太吉（古川一郎太の幼馴染） - 角田英介
- おくめ - 志乃原良子
- 疋田泰盛、有島淳平、司祐介、大矢敬典、木下通博、稲垣陽子、青木哲也、杉山幸晴、西村龍弥、上田こずえ、塩賀淳平

第3話「与力をつけ狙う女! 自害した姉の秘密…」
- おくみ（おしずの妹） - 八木小織
- 片平縫之助（青山久蔵の同輩） - 中原丈雄
- 芝本正、溝田繁、亀井賢二、小松賢悦
- 波多野博、伊庭剛、石井洋充、窪田和之、山本道俊、田井克幸、野々村仁、平山昌雄、鈴川法子、泉知奈津、山本愉和

第4話「疑惑の目撃者!? 女心…裏切られた初恋」
- おころ（大喰い競争で優勝） - 斉藤こず恵
- 蓑吉（板前） - 遠藤憲一
- おすみ（松井兵助の初恋相手） - 堀江奈々
- 藤沢徹夫、峰蘭太郎、柴田善行、川鶴晃裕、武田晶子、水貴俊

第5話「悪女が歌う子守唄! 嘘の涙に隠された秘密…」
- おたき（吉原の遊女上がり） - 高橋ひとみ（幼少期：西村実紗）
- 片桐新之助（木島藩の家臣） - 佐藤仁哉
- 梅沢監物（木島藩江戸留守居役） - 久富惟晴
- 笹木俊志、小坂和之、下元佳好、大林菜穂子、山本晶子、新井志明、荒木博之、山下翔子

第6話「多重人格の女・私は殺していない!!」
- おさよ（記憶喪失の娘） - 小橋めぐみ
- 望月源之助（寺子屋勤め） - 片岡弘貴
- 彦造 - 五王四郎
- 与力 - 五十嵐義弘
- 岡田和範

第7話「涙のおとり捜査! 人情同心が惚れた女」
- おみね（船宿の酌婦） - 渡辺梓
- 藤太（呉服問屋に押し入る） - 伊藤敏八
- 矢吉（呉服問屋に押し入る） - 山西惇
- 松田吉博、浅田祐二、中川峰男、山口幸晴、太田雅之、松本英之、石井亜可理

第8話「息子に裁かれた女! 命をかけた母の嘘」
- お栄 - 山本みどり
- 北村采女（本所方与力） - 鹿内孝
- 堀田和馬（北町奉行所吟味方与力） - 鈴木浩介
- りつ（和馬の母） - 宮田圭子
- 木曽屋 - 岩尾正隆
- 喜三郎（地回り） - 武井三二
- 西村正樹、石井栄二、前川恵美子、渋谷めぐみ

第9話「女を襲う黒い影!? 島帰りの男が落ちた罠」
- おさと（清吉の娘） - 佐藤友紀
- 清吉（大工） - 井田州彦
- 留吉 - 左右田一平
- 喜三郎 - 片桐竜次
- 松吉 - 渡部雄作
- 矢八（島帰り） - 小林滋央
- おかね（榎本伊平の愛人） - 園英子
- 河本忠夫

最終話「北町同心VS火盗改め、切腹覚悟の大勝負!!」
- 岩村帯刀（青山久蔵の旧友） - 磯部勉
- 志乃 - 栗田よう子
- 左平次（彦七の息子） - 東根作寿英
- 堀田監物 - 勝部演之
- 吉岡源太夫（吉岡源吾の父） - 奥村公延
- 上総屋 - 笑福亭猿笑
- 小山田 - 村田真
- 野口貴史、白井滋郎、西山清孝、北村明男、田中雅俊
- 彦七（伊勢屋の元番頭） - 稲田龍雄

#### 第2シリーズ（2001年）
第1話「連続誘拐の謎!? 帰ってきた人情同心」
- 三次（駕籠屋の人足） - 大仁田厚
- 白石主水 - 中原丈雄
- 平岩監物 - 大出俊
- 彦太（洗心寺の捨て子） - 有岡大貴

第2話「偽りの恋文! 女が犯した秘密の罪…」
- おすみ（小料理屋「まつや」女将） - 中原果南
- おかよ - 東風平千香
- 貞次郎（おすみの夫・料亭の板前） - 柴田善行

第3話「老捕方の命…汚職事件の真相を暴け!」
- 茂平 - 織本順吉
- 早見絹（早見文五郎の妻） - 芦川よしみ
- 加納庄太夫（作事奉行） - 磯部勉
- 相沢監物 - 佐藤仁哉
- お冨 - 鶴田さやか
- 柴田左近 - 伊庭剛
- 早見和馬（文五郎と絹の息子） - 田中優樹

第4話「殺された女将! 赤ん坊の父親は同心!?」
- 清吉（喜兵衛の息子・古川一郎太の兄） - 宮下直紀
- 喜兵衛（茶問屋「駿河堂」主人） - 新克利
- おさと（妊婦） - 及森玲子
- おしま（古川一郎太の母・喜兵衛の後妻） - 原田悠里
- やくざの仲間 - 福本清三
- おりん（小料理の女将） - 園英子

第5話「人情同心怒る!! 偽装心中の陰に島帰りの女の涙」
- おなつ - 濱田万葉
- 喜三郎（養子） - 冨家規政
- 仁吉（両替商「河内屋」主人） - 有島淳平
- おれん（料理屋の女将） - 鈴川法子
- 清次 - 小林健

第6話「容疑者は息子!? 放火魔を追うグズ同心!」
- お梅（花田孫右衛門の後妻） - 八木小織
- 千代（花田孫右衛門の先妻） - 北原佐和子
- 村越十内（火盗改め） - 田中隆三
- 大原玄斉 - 内田勝正
- 千太郎（花田孫右衛門と千代の長男） - 佐藤友樹

第7話「与力を刺した女! 仕組まれた凶悪な罠」
- おまつ（あめ売り） - 水島かおり
- おゆみ（青山久蔵の亡妻・市之丞の母） - 有沢妃呂子
- 藤兵衛（盗賊） - 井上高志

第8話「人情同心VS冷徹与力! 略奪愛の過酷なさだめ」、最終話「爆発炎上! さらば愛しき妻よ!! 最後の大捕物」
- お妙（仏田八兵衛の妻） - 渡辺梓
- 雨宮精一郎 - 清水綋治
- 香川敬之進 - 佐野圭亮（第8話のみ）
- 生田新八郎 - 石田登星（第8話のみ）
- 牢名手 - 川合伸旺（最終話のみ）
- 鳥居甲斐守（南町奉行所） - 中田浩二（最終話のみ）
- 本庄 - 亀石征一郎（最終話のみ）
- 山南主膳 - 潮哲也（最終話のみ）

#### 第3シリーズ（2002年）
第1話「対決! 北町の剃刀VS南町の狼」
- 岡本美奈（岡本の妻） - 相田翔子
- 服部左内（南町奉行所与力） - 菅田俊
- 夜烏の清三（盗賊） - 岡崎二朗
- 岡本準之進（南町奉行所同心・仏田八兵衛の幼馴染） - 伊庭剛

第2話「壮絶大捕物! 狙われた目撃者」
- お美代（半次の妻） - 長谷川真弓
- 榊原右京之介（旗本） - 立川光貴
- 矢吹兵庫（榊原右京介の配下） - 須藤正裕
- 半次（大工） - 前田淳
- 波多野博
- 伝八（榊原右京之介の配下） - 柴田善行
- 木下通博
- 池田謙治
- 上州屋 - 西山清孝
- 長屋の内儀 - 前川恵美子
- 藤枝正巳、高橋弘志
- 医師 - 上野秀年
- 上州屋番頭 - 川鶴晃裕
- 上田こずえ、高野由味子、新村あゆみ

第3話「写楽殺し! 地獄絵図の女」
- お栄（北斎の娘） - 石野真子
- 葛飾北斎（絵師） - 高橋昌也
- 齋藤十郎兵衛（能楽師） - 片岡弘貴
- 加瀬崎十郎（目付） - 大橋吾郎
- 伊平次（前科者） - 佐藤仁哉
- 矢部義章、河本タダオ
- 山口永二、川上真人、杉山幸晴
- 司裕介、床尾賢一
- 松永吉訓、松本英之、島田佳子

第4話「消えた盗賊! 船宿の女将の秘密」
- およう（船宿「船茂」女将） - 中島ひろ子
- 銀次 - 本田博太郎
- むささびの菊蔵（盗賊） - 草薙良一
- 喜兵衛（質屋「成駒屋」主人） - 井上高志
- 松吉（菊蔵の子分） - 頭師佳孝
- 菊蔵の子分 - 福本清三
- 西村龍弥

第5話「与力を恨む女! 闇に潜む権力者を暴け!」
- おゆき（呉服屋の奉公人） - 松本あまり
- 桂田青洲 - 中山仁
- 沢井平九郎（清州の部下） - 草見潤平
- 岡本（清州の部下） - 入江毅
- 松葉屋伝兵衛（呉服屋主人） - 小坂和之
- 江原政一
- 船頭 - 大矢敬典
- 畑中伶一
- 松葉屋番頭 - 窪田弘和
- 賀川外記（おゆきの父） - 石井洋充
- 前川恵美子、浜崎涼子、まつむら眞弓、岡田和範

第6話「二度消えた死体? 嘘つき女が襲われた!」
- お八重（甘酒売り） - 細川ふみえ
- 近江屋源蔵 - 伊藤敏八
- 仙吉 - 武本裕史
- 武井三二、小谷浩三、山田永二、中村健人
- 山口幸晴、山本晶子、小野亮子

第7話「母と名乗れない女、わが子と涙の対面」
- お艶（油問屋「相模屋」女将） - 原久美子
- 政之助（相模屋主人） - 山西道広
- 蓑吉（お糸の夫） - 伊藤高
- お糸（政之助の妹） - 杉本夕子
- 庄太 - 横井涼
- 久野麻子
- 弥三郎（遊び人） - 岩尾正隆
- 園英子
- 河本タダオ、真白由香、太田敦子
- 芳三（相模屋の元番頭） - 岡田和範

第8話「捨て身の人質救出、愛する女を守れ!!」
- 寺崎文五（盗賊） - 内田勝正
- 寺崎平八（文五の弟・盗賊） - 成瀬正孝
- 寺崎手下の浪人 - 小谷浩三
- 近江屋喜平 - 小峰隆司
- 浪人 - 山口幸晴
- 寺崎手下の浪人 - 笹木俊志
- 浪人 - 白井滋郎

第9話「獄門に笑う女! 牢内にすべての謎が…」
- お仙（女郎） - 青田典子
- 本庄又四郎（市中取締役） - 宮内洋
- 匹田甚内（牢屋同心） - 朝日完記
- おこう（女牢名主） - 松村康世
- 藤七（呉服屋「後藤屋」主人） - 野口貴史
- 牢番 - 矢部義章
- 朱花
- 園英子
- 山本容子

最終話「大名行列への討入り! 名誉を賭けた闘い!!」
- 萩乃（吉忠の正室） - 戸田麻衣子
- 進藤右京（進藤の長男・行方不明中） - 鷲生功
- 宗像弾正（烏山藩勘定方） - 堀内正美
- 進藤数馬（進藤の次男・お袖の縁談相手） - 佐野圭亮
- 吉忠（藩主） - 石田登星
- 進藤十内（留守居役） - 芝本正
- 伊庭剛
- 峰蘭太郎
- 船宿主 - 藤沢徹夫
- 南町同心 - 細川純一
- 平井三智栄

#### 第4シリーズ（2003年）
第1話「目撃証言を拒む少女! 仏を捨てた鬼同心」
- おしの（おやいの母・平野屋のおかみ） - 美保純
- 彦七（平野屋番頭） - 中原丈雄
- 梅沢弥一郎（南町吟味方与力） - 片岡弘貴
- 長吉（平野屋に泊まっていた無宿人） - 草薙良一
- おりょう（心中の罪で晒しになった遊女） - 栗田よう子
- おみね（平野屋女中頭） - 日下由美

第2話「初恋の罠! 黙秘する女取り立て屋!!」
- おまさ（取り立て屋） - 山下容莉枝
- 桑原淳之助 - 鷲生功
- 宮崎弥一郎 - 大村波彦
- 井上新八 - 入江毅

第3話「北町奉行所VS幕府最強軍団!」
- 矢代主膳（大番頭） - 秋野太作
- おゆみ（妊娠中） - 神戸みゆき
- 内藤一学（大番組） - 朝日完記
- 北町筆頭与力 - 藤沢徹夫
- 須崎（大番組） - 武井三二
- 喜助（飾り職人） - 柴田善行

第4話「狙われた同心! 奉行所の中に犯人が」
- おせん - 吉野きみ佳
- 韮崎左門 - 大橋吾郎

第5話「昔のオンナ!? 用心棒になった鬼与力」
- おとき（飲み屋の女将・元女郎） - 朝加真由美
- 湊屋徳右衛門（船宿の主人） - 潮哲也
- ツケを溜めている客 - 福本清三

第6話「島帰りの女スリ! 裏切られた約束!?」
- おかよ（5年前島送り） - 杉山彩子
- 江口宗八（盗賊の首領） - 篠塚勝
- おきぬ（宗八の愛人） - 愛川裕子

第7話「怒りの鉄拳! 一目ぼれされた女医」
- 佐吉（美濃屋の用心棒） - 畑山隆則
- 遠山慎介（武士） - 三浦浩一
- おとせ（美濃屋の酌婦） - 岩本千春
- 高木新七 - 草見潤平
- せんきち（遠山慎介の供） - 岩須透

第8話「誘惑の甘い罠! 恋に溺れた中年同心」
- おしま（近江屋の娘） - 森下涼子
- 篠田平八（小間物屋） - 赤塚真人
- 工藤新七（盗賊） - 谷口高史

第9話「鼠小僧の離縁状! 与力捨て身の対決」
- 大谷木七兵衛（おゆうの父） - 石田太郎
- おゆう - 林美穂
- 松平宮内少輔（御側御用取次） - 平野忠彦
- 筧十内 - 中丸新将

最終話「切腹まであと二日! 最後の激闘!!」
- 榊原将監（目付） - 大出俊
- 榊原右京（将監の息子） - 緒形幹太
- 井筒屋庄左衛門（呉服店主） - 山西道広
- おなつ（井筒屋の嫁） - 寺田千穂
- 旗本 - 入江毅
- 浪人 - 川上真人
- 本田壱岐守（若年寄聴聞役） - 波多野博
- 旗本 - 白井滋郎
- 北町与力 - 藤沢徹夫
- 北町与力 - 矢部義章
- 旗本 - 木下通博
- 北町与力 - 西山清孝
- 茶屋女 - 朱花
- 清吉（おなつの息子） - 西田樹

#### 第5シリーズ（2004年）
第1話「あの七人が帰ってきた!! 美人女将が仕組んだ罠!悲しい過去が殺意を招く」
- 佳代（「葉月」女将） - 池上季実子
- 榊原釆女正 - 西田健
- 榎本和馬（佳代の弟） - 鷲生功
- 岩城伝七郎（浪人剣客） - 菅田俊
- 黒蝮の左平次 - 内田勝正
- 金八 - 中西良太
- おゆき - 寺田千穂
- お春 - 筒井真理子
- 大槻忠太夫（与力） - 津村鷹志
- 火盗改め与力 - 國本鍾建
- 山崎新兵衛 - 青柳文太郎

第2話「奪われた父娘の絆! 十手を捨てた同心」
- 三河屋利平（飛脚問屋） - 大出俊
- 淀五郎（盗賊） - 四方堂亘

第3話「突然の訪問者! 妹と名のる女の復讐」
- お蝶 - 中島ひろ子
- 鬼薊の五郎蔵（盗賊） - 岩尾正隆

第4話「盗まれた赤ん坊! 悪魔の唄う子守唄」
- 竹姫 - 佐藤友紀
- お役者捨吉 - 遠藤憲一
- 二出川監物 - 潮哲也

第5話「狙われた息子! 闇に潜む般若の面」
- 山岡弥五郎（浪人） - 田中隆三
- 笹屋嘉平（仕出屋） - 赤塚真人
- おみち - 山本みどり
- およね（茶店店主） - 大方斐紗子

第6話「女盗賊の涙! 二人の息子が対立を…」
- お政（女盗賊 女郎蜘蛛） - 多岐川裕美
- 栄治（彫金職人） - 草野康太
- 貞八（栄治の幼馴染） - 榊英雄
- 萩原兵部（家来） - 草薙良一
- お美代 - 松永香織

第7話「謎の深川心中! 二度命を救われた女」
- おきぬ（伊助の愛人） - 加藤貴子（幼少期：渡辺万也）
- 近江屋伊助（材木問屋近江屋の若主人） - 遠山俊也
- 素走りの銀次（盗賊） - 成瀬正孝

第8話「娘の初恋! 好きな人の父は辻斬り!?」
- 田所半介（浪人） - 江藤潤
- 田所東吾（半介の息子） - 倉貫匡弘

第9話「与力を訴えた女! 疑心暗鬼の八丁堀」
- おりん（酌婦風の女） - 遊井亮子（少女期：小林英莉子）
- 草薙新三郎 - 篠塚勝
- 大村源之介 - 中田浩二

最終話「波乱の八丁堀! 嫁舅の危険な関係」
- 柳田兵庫（林肥後守の元部下） - 石橋蓮司
- 加世（兵庫の義娘） - 麻乃佳世
- 林肥後守（勘定奉行） - 朝日完記
- 横堀佐内（用人） - 井上高志

#### 第6シリーズ（2005年）
第1話「地獄を見た夫婦! 幕府に恨みあり」、第2話「御金蔵破り! 夫の恨みを晴らす女」
- 奈津（蔵人の妻・仏田八兵衛の元許婚） - 伊藤かずえ
- 結城蔵人（浪人・幕府の元金奉行） - 鷲生功
- 不知火仁左衛門（茶問屋「狭山堂」の隠居） - 中田浩二
- 今井弥五郎 - 津村鷹志（第2話のみ）
- 本田出雲守（勘定奉行） - 小沢象（第2話のみ）
- お久美（蓬莱堂の娘） - 林知花

第3話「恐怖が忍び込む! 亭主を密告した女」
- お葉（蓑吉の妻） - 若林志穂
- 蓑吉（仏田八兵衛がお縄にした男） - 木下ほうか
- 萬屋儀十 - 山西道広
- 紋次（萬屋儀十の弟） - 蟷螂襲
- 文七（錺職） - 柴田善行
- 寅吉 - 井之上チャル

第4話「昔、捨てた女! だまされた筆頭同心」
- おゆき（磯貝総十郎の元恋人） - 未來貴子
- 伊助（若旦那） - 石田登星
- おまつ（新吉の妻） - 寺田千穂
- 新吉（水原弥生の元恋人） - 木下浩之

第5話「北町への挑戦状! 死神と呼ばれた女」
- お竜（髪結い） - 山田邦子
- 檜山和之進（南町吟味与力） - 片岡弘貴
- 笹森甚平（南町同心） - 草見潤平
- 巳之吉 - 大河内浩

第6話「人妻の秘密! 奉行所の中で殺人が…」
- おるい（島三郎兵衛の妻・柴山の養女） - 滝沢涼子
- 柴山徳右衛門（隠密廻り同心） - 佐藤仁哉
- 原田十内（年番方与力） - 大出俊
- 長次 - 草薙良一
- 左源太 - 本城丸裕

第7話「火傷顔の男! 生きていた反逆者!?」
- 江藤六平太（浪人） - 嶋田久作
- 内山彦次郎（大坂西町奉行所与力） - 潮哲也
- 堀伊賀守（勘定奉行） - 内田勝正
- 仙波屋 - 石山輝夫

第8話「殺人を目撃した女! 証言に潜む過去」
- おかよ（定次の妻） - 遠山景織子
- おちか（近江屋の妻） - 岩本千春
- 定次 - 冨家規政
- 政吉（近江屋の番頭） - 四方堂亘

第9話「悲しき夫婦愛! 居酒屋占拠事件」
- 佐野清三郎 - 本田博太郎
- 志乃（清三郎の妻） - 有沢妃呂子
- 倉持十郎（浪人盗賊団の首領格） - 成瀬正孝

最終話「別れの時! 全員抜刀の総力戦」
- おしま（小料理屋従業員） - 中原果南
- 矢作数馬（おやいの実父） - 中原丈雄
- 如月民部（駿府城代） - 鶴田忍
- 飯坂源蔵 - 井上高志

#### 第7シリーズ（2006年）
第1話「八兵衛左遷! 鬼与力が北町を分断!?」
- お京（宗右衛門の後妻） - 床嶋佳子
- 般若の義平（盗賊） - 深水三章
- 宗右衛門（呉服問屋「越乃屋」主人） - 森下哲夫
- 土竜の清六 - 朝倉伸二

第2話「消えた七人!? 妖艶な女将が仕掛けた罠!!」
- おちか（伊助の妻） - 荻野目慶子
- 守谷辰三郎（南町） - 藤堂新二
- 弥助 - 清水昭博
- 仙吉 - 根岸大介

第3話「紫頭巾の人妻! 乱れた調書に殺しの爪痕」
- 笹山しの（笹山の妻女） - 奥貫薫
- 笹山平七郎（南町奉行所の物書同心） - 江藤潤
- 緒形一学（南町奉行所の同心） - 井上高志
- 佐久間民部 - 石山雄大

第4話「張り込まれた女!? 過去からきた脅迫者!!」
- お小夜（土蜘蛛の喜十の元情婦） - 菊池麻衣子
- 藤吉（お小夜の夫） - 山口粧太
- 土蜘蛛の喜十（盗賊） - 木村栄

第5話「浴槽の死美人! 左門に連続殺人の疑い!?」
- おちせ（行き倒れの女） - 今村雅美
- 新之助（武士） - 川岡大次郎
- 梅島甚太夫（町会所の勘定書） - 西田健
- 道庵（医師） - 西園寺章雄

第6話「黒沢左門死す!! 江戸を火の海にせよ!」
- おとせ（飲み屋で働く女） - 佐藤友紀
- 角田庫之助（浪人） - 春田純一
- およね - 絵沢萠子

番外「隠密同心と賊の娘」
- 高岡慎之介（隠密同心） - 加勢大周
- お葉（彦七の娘） - 宮本真希
- 彦七 - ベンガル

最終話「ついに完結! さらば七人!! 江戸城乗込み」
- 角田庫之助（浪人） - 春田純一
- 赤間主馬（火付盗賊改） - 中田博久
- 戸辺慎之介（火付盗賊改） - 石倉英彦
- お咲（火付盗賊改に追われている少女） - 梅原真子

## スタッフ
- 脚本 - 藤井邦夫、塙五郎、ちゃき克彰、奥村俊雄、井川公彦、尾西兼一、西内翠
- 監督 - 斎藤光正、江崎実生、石川一郎、和泉聖治、一倉治雄
- 音楽 - 栗山和樹
- 主題歌
  - 第1シリーズ - 中西圭三『Bug』[10]
  - 第2シリーズ - 来生たかお『地上のスピード』[11]
  - 第3シリーズ - 鈴木雅之『抱きしめたい』[12]
  - 第7シリーズ - ビリーバンバン『春夏秋冬』[13]
- プロデューサー
  - テレビ朝日 - 川田方寿、菊地恭、大川武宏（第2シリーズのみ）、井上千尋（第5シリーズのみ）、田中芳之（第7シリーズのみ）
  - 東映 - 武居勝彦（第1シリーズのみ）、上阪久和、小嶋雄嗣（第2シリーズから）、矢後義和（第1 - 第4シリーズ）
- 制作 - テレビ朝日、東映

## 放送日程

### 第1シリーズ
- 2000年1月13日 - 3月16日、全10話。

| 話数   | 放送日        | サブタイトル                            | 脚本       | 監督     |
| ------ | ------------- | --------------------------------------- | ---------- | -------- |
| 第1話  | 2000年1月13日 | 人情同心が走る! 謎が謎呼ぶだるま凧!?    | 藤井邦夫   | 斎藤光正 |
| 第2話  | 2000年1月20日 | 千両箱に罠を張れ! 狙われた同心の娘      | 塙五郎     | 斎藤光正 |
| 第3話  | 2000年1月27日 | 与力をつけ狙う女! 自害した姉の秘密…     | 藤井邦夫   | 江崎実生 |
| 第4話  | 2000年2月03日 | 疑惑の目撃者!? 女心…裏切られた初恋      | ちゃき克彰 | 江崎実生 |
| 第5話  | 2000年2月10日 | 悪女が歌う子守唄! 嘘の涙に隠された秘密… | 塙五郎     | 石川一郎 |
| 第6話  | 2000年2月17日 | 多重人格の女・私は殺していない!!        | 藤井邦夫   | 石川一郎 |
| 第7話  | 2000年2月24日 | 涙のおとり捜査! 人情同心が惚れた女      | 奥村俊雄   | 江崎実生 |
| 第8話  | 2000年3月02日 | 息子に裁かれた女! 命をかけた母の嘘      | ちゃき克彰 | 江崎実生 |
| 第9話  | 2000年3月09日 | 女を襲う黒い影!? 島帰りの男が落ちた罠   | 奥村俊雄   | 和泉聖治 |
| 最終話 | 2000年3月16日 | 北町同心VS火盗改め、切腹覚悟の大勝負!!  | 塙五郎     | 和泉聖治 |

### 第2シリーズ
- 2001年1月18日 - 3月15日、全9話。

| 話数   | 放送日        | サブタイトル                                | 脚本       | 監督     |
| ------ | ------------- | ------------------------------------------- | ---------- | -------- |
| 第1話  | 2001年1月18日 | 連続誘拐の謎!? 帰ってきた人情同心           | 塙五郎     | 江崎実生 |
| 第2話  | 2001年1月25日 | 偽りの恋文! 女が犯した秘密の罪…             | ちゃき克彰 | 江崎実生 |
| 第3話  | 2001年2月01日 | 老捕方の命…汚職事件の真相を暴け!            | 藤井邦夫   | 和泉聖治 |
| 第4話  | 2001年2月08日 | 殺された女将! 赤ん坊の父親は同心!?          | ちゃき克彰 | 和泉聖治 |
| 第5話  | 2001年2月15日 | 人情同心怒る!! 偽装心中の陰に島帰りの女の涙 | 奥村俊雄   | 江崎実生 |
| 第6話  | 2001年2月22日 | 容疑者は息子!? 放火魔を追うグズ同心!        | 塙五郎     | 江崎実生 |
| 第7話  | 2001年3月01日 | 与力を刺した女! 仕組まれた凶悪な罠          | 奥村俊雄   | 石川一郎 |
| 第8話  | 2001年3月08日 | 人情同心VS冷徹与力! 略奪愛の過酷なさだめ    | 藤井邦夫   | 斎藤光正 |
| 最終話 | 2001年3月15日 | 爆発炎上! さらば愛しき妻よ!! 最後の大捕物   | 塙五郎     | 斎藤光正 |

### 第3シリーズ
- 2002年1月7日 - 3月11日、全10話。

| 話数   | 放送日        | サブタイトル                           | 脚本       | 監督     |
| ------ | ------------- | -------------------------------------- | ---------- | -------- |
| 第1話  | 2002年1月07日 | 対決! 北町の剃刀VS南町の狼             | 藤井邦夫   | 和泉聖治 |
| 第2話  | 2002年1月14日 | 壮絶大捕物! 狙われた目撃者             | 藤井邦夫   | 斎藤光正 |
| 第3話  | 2002年1月21日 | 写楽殺し! 地獄絵図の女                 | 塙五郎     | 和泉聖治 |
| 第4話  | 2002年1月28日 | 消えた盗賊! 船宿の女将の秘密           | 井川公彦   | 斎藤光正 |
| 第5話  | 2002年2月04日 | 与力を恨む女! 闇に潜む権力者を暴け!    | 藤井邦夫   | 石川一郎 |
| 第6話  | 2002年2月11日 | 二度消えた死体? 嘘つき女が襲われた!    | ちゃき克彰 | 和泉聖治 |
| 第7話  | 2002年2月18日 | 母と名乗れない女、わが子と涙の対面     | ちゃき克彰 | 江崎実生 |
| 第8話  | 2002年2月25日 | 捨て身の人質救出、愛する女を守れ!!     | 奥村俊雄   | 江崎実生 |
| 第9話  | 2002年3月04日 | 獄門に笑う女! 牢内にすべての謎が…      | 塙五郎     | 和泉聖治 |
| 最終話 | 2002年3月11日 | 大名行列への討入り! 名誉を賭けた闘い!! | 塙五郎     | 石川一郎 |

### 第4シリーズ
- 2003年1月6日 - 3月10日、全10話。

| 話数   | 放送日        | サブタイトル                         | 脚本       | 監督     |
| ------ | ------------- | ------------------------------------ | ---------- | -------- |
| 第1話  | 2003年1月06日 | 目撃証言を拒む少女! 仏を捨てた鬼同心 | 塙五郎     | 斎藤光正 |
| 第2話  | 2003年1月13日 | 初恋の罠! 黙秘する女取り立て屋!!     | 藤井邦夫   | 斎藤光正 |
| 第3話  | 2003年1月20日 | 北町奉行所VS幕府最強軍団!            | ちゃき克彰 | 江崎実生 |
| 第4話  | 2003年1月27日 | 狙われた同心! 奉行所の中に犯人が     | ちゃき克彰 | 一倉治雄 |
| 第5話  | 2003年2月03日 | 昔のオンナ!? 用心棒になった鬼与力    | 藤井邦夫   | 江崎実生 |
| 第6話  | 2003年2月10日 | 島帰りの女スリ! 裏切られた約束!?     | 奥村俊雄   | 石川一郎 |
| 第7話  | 2003年2月17日 | 怒りの鉄拳! 一目ぼれされた女医       | 奥村俊雄   | 江崎実生 |
| 第8話  | 2003年2月24日 | 誘惑の甘い罠! 恋に溺れた中年同心     | 奥村俊雄   | 一倉治雄 |
| 第9話  | 2003年3月03日 | 鼠小僧の離縁状! 与力捨て身の対決     | 塙五郎     | 石川一郎 |
| 最終話 | 2003年3月10日 | 切腹まであと二日! 最後の激闘!!       | 藤井邦夫   | 江崎実生 |

### 第5シリーズ
- 2004年1月5日 - 3月8日、全10話。
- 第1話は19時00分から20時54分の1時間54分SP。

| 話数   | 放送日        | サブタイトル                                                        | 脚本            | 監督     |
| ------ | ------------- | ------------------------------------------------------------------- | --------------- | -------- |
| 第1話  | 2004年1月05日 | あの七人が帰ってきた!! 美人女将が仕組んだ罠! 悲しい過去が殺意を招く | 藤井邦夫        | 斎藤光正 |
| 第2話  | 2004年1月12日 | 奪われた父娘の絆! 十手を捨てた同心                                  | ちゃき克彰      | 江崎実生 |
| 第3話  | 2004年1月19日 | 突然の訪問者! 妹と名乗る女の復讐                                    | 藤井邦夫        | 斎藤光正 |
| 第4話  | 2004年1月26日 | 盗まれた赤ん坊! 悪魔の唄う子守唄                                    | 塙五郎          | 斎藤光正 |
| 第5話  | 2004年2月02日 | 狙われた息子! 闇に潜む般若の面                                      | 尾西兼一        | 斎藤光正 |
| 第6話  | 2004年2月09日 | 女盗賊の涙! 二人の息子が対立を…                                     | 藤井邦夫 西内翠 | 石川一郎 |
| 第7話  | 2004年2月16日 | 謎の深川心中! 二度命を救われた女                                    | 奥村俊雄        | 江崎実生 |
| 第8話  | 2004年2月23日 | 娘の初恋! 好きな人の父は辻斬り!?                                    | 奥村俊雄        | 江崎実生 |
| 第9話  | 2004年3月01日 | 与力を訴えた女! 疑心暗鬼の八丁堀                                    | ちゃき克彰      | 石川一郎 |
| 最終話 | 2004年3月08日 | 波乱の八丁堀! 嫁舅の危険な関係                                      | 塙五郎          | 江崎実生 |

### 第6シリーズ
- 2005年1月10日 - 3月21日、全10話。

| 話数   | 放送日        | サブタイトル                     | 脚本       | 監督     |
| ------ | ------------- | -------------------------------- | ---------- | -------- |
| 第1話  | 2005年1月10日 | 地獄を見た夫婦! 幕府に恨みあり   | 藤井邦夫   | 斎藤光正 |
| 第2話  | 2005年1月17日 | 御金蔵破り! 夫の恨みを晴らす女   | 藤井邦夫   | 斎藤光正 |
| 第3話  | 2005年1月24日 | 恐怖が忍び込む!亭主を密告した女  | 藤井邦夫   | 石川一郎 |
| 第4話  | 2005年1月31日 | 昔、捨てた女! だまされた筆頭同心 | 奥村俊雄   | 江崎実生 |
| 第5話  | 2005年2月14日 | 北町への挑戦状! 死神と呼ばれた女 | ちゃき克彰 | 江崎実生 |
| 第6話  | 2005年2月21日 | 人妻の秘密! 奉行所の中で殺人が…  | 塙五郎     | 斎藤光正 |
| 第7話  | 2005年2月28日 | 火傷顔の男! 生きていた反逆者!?   | 塙五郎     | 石川一郎 |
| 第8話  | 2005年3月07日 | 殺人を目撃した女! 証言に潜む過去 | ちゃき克彰 | 江崎実生 |
| 第9話  | 2005年3月14日 | 悲しき夫婦愛! 居酒屋占拠事件     | 奥村俊雄   | 斎藤光正 |
| 最終話 | 2005年3月21日 | 別れの時! 全員抜刀の総力戦       | ちゃき克彰 | 江崎実生 |

### 第7シリーズ
- 2006年1月16日 - 3月6日、全7話 + 番外。

| 話数   | 放送日        | サブタイトル                          | 脚本       | 監督     |
| ------ | ------------- | ------------------------------------- | ---------- | -------- |
| 第1話  | 2006年1月16日 | 八兵衛左遷! 鬼与力が北町を分断!?      | 藤井邦夫   | 斎藤光正 |
| 第2話  | 2006年1月23日 | 消えた七人!? 妖艶な女将が仕掛けた罠!! | ちゃき克彰 | 斎藤光正 |
| 第3話  | 2006年1月30日 | 紫頭巾の人妻! 乱れた調書に殺しの爪痕  | ちゃき克彰 | 江崎実生 |
| 第4話  | 2006年2月06日 | 張り込まれた女!? 過去からきた脅迫者!! | 奥村俊雄   | 江崎実生 |
| 第5話  | 2006年2月13日 | 浴槽の死美人! 左門に連続殺人の疑い!?  | 塙五郎     | 石川一郎 |
| 第6話  | 2006年2月20日 | 黒沢左門死す!! 江戸を火の海にせよ!    | 奥村俊雄   | 石川一郎 |
| 番外   | 2006年3月04日 | 隠密同心と賊の娘                      | 藤井邦夫   | 石川一郎 |
| 最終話 | 2006年3月06日 | ついに完結! さらば七人!! 江戸城乗込み | ちゃき克彰 | 石川一郎 |

## パチンコ
2011年6月、藤商事より『CR八丁堀の七人』が発売された。